# Knjige u 2007.
◄◄ | ◄ | 2004. | 2005. | 2006. | 2007.  | 2008. | 2009. | 2010. | ► | ►►
Arhitektura • Astronautika • Astronomija • Biologija • Film • Fotografija • Glazba • Kazalište • Kemija • Kiparstvo • Knjige • Književnost • Kršćanstvo • Meteorologija • Medicina • Planinarstvo • Politika • Pravo • Promet • Slikarstvo • Strip • Šport • Televizija • Znanost • Zrakoplovstvo • Željeznički promet
Knjige u 2007.

## Hrvatska i u Hrvata

### A
- Anastasia, Dalibor Šimpraga. Nakladnik: Durieux. Broj stranica: 329. Beletristika. ISBN 978-953-188-245-3
- Anđeli naši svagdašnji, Michal Vieweg. hNakladnik: Profil. Broj stranica: 163.  Beletristika. ISBN 953-120-778-X

### B
- Blato, Milana Vlaović. Nakladnik: V.B.Z. Broj stranica: 184. Beletristika. ISBN 978-953-201-806-6
- Brain Gym, Paul E. Dennison, Gail E. Dennison. Prevoditelji: Tatjana Novosel-Herceg i Davor Stančić. Nakladnik: Ostvarenje. Broj stranica: 120. Roditeljstvo i odgoj djece. ISBN 978-953-6827-54-1
- Budizam za majke, Sarah Napthali. Prevoditelj: Gordana Visković. Nakladnik: Planetopija. Broj stranica: 272. Duhovna literatura i Self-Help, Roditeljstvo i odgoj djece. ISBN 978-953-257-068-7

### E
- Enciklopedija lovstva, Pascal Durantel. Izdavač: Leo Commerce. Broj stranica: 607. ISBN 953-218-142-3

### F
- Filološke dvoumice, Inoslav Bešker. Nakladnik: Jesenski i Turk. Broj stranica: 263. Književna teorija i kritika. ISBN 978-953-222-258-6
- Funkcijska anatomija lokomotornog sustava, Predrag Keros, Marko Pećina. Izdavač: Naklada Ljevak. Broj stranica: 587. ISBN 953-178-787-5

### J
- Jesen, Jadranka Boban Pejić. Izdavač: Planetopija. Broj stranica: 64. Kuharice. ISBN 978-953-257-073-1

### K
- Književni leksikon, Milivoj Solar. Nakladnik: Matica hrvatska. Broj stranica: 421. Enciklopedije i leksikoni, Književna teorija i kritika. ISBN 978-953-150-780-6

### R
- Renesansa, Milan Pelc. Izdavač: Naklada Ljevak. Broj stranica: 640. ISBN 978-953-178-883-0

### S
- Stanko Abadžić, Stanko Abadžić, Nataša Šegota Lah. Nakladnik: Fraktura. Broj stranica: 252. Fotografija. ISBN 978-953-266-006-2 nevaljani ISBN

### U
- Umjetnost i ljepota u srednjovjekovnoj estetici, Umberto Eco. Prevoditeljica: Željka Čorak. Nakladnik: Institut za povijest umjetnosti. Broj stranica: 183. Društvene znanosti. ISBN 978-953-6106-65-3

### Z
- Za bebe i djecu, Jadranka Boban Pejić. Izdavač: Planetopija. Broj stranica: 167. Zdravlje i ljepota. ISBN 978-953-257-059-5
- Zima, Jadranka Boban Pejić. Izdavač: Planetopija. Broj stranica: 64. Kuharice. ISBN 978-953-257-080-9

## Vanjske poveznice
|  | Zajednički poslužitelj ima još gradiva o temi Knjige iz 2007. |